# Нилебок
Нилебок (нем. Nielebock) — деревня в Германии, в земле Саксония-Анхальт, входит в район Йерихов в составе городского округа Йерихов.
Население составляет 225 человек (на 31 декабря 2008 года). Занимает площадь 14,95 км².

## История
Первое упоминание о поселении встречается в записях Магдебургского архиепископства в 1383 году.
До 31 декабря 2009 года Нилебок образовывал собственную коммуну, куда также входила деревня: Зедорф (нем. Seedorf, 52°24′39″ с. ш. 12°03′59″ в. д.).
1 января 2010 года, после проведённых реформ, Нилебок, вместе с Зедорфом, вошёл в состав городского округа Йерихов в качестве района.

## Известные уроженцы
- Ниль, Хермс (1888—1954) — немецкий композитор.

## Галерея

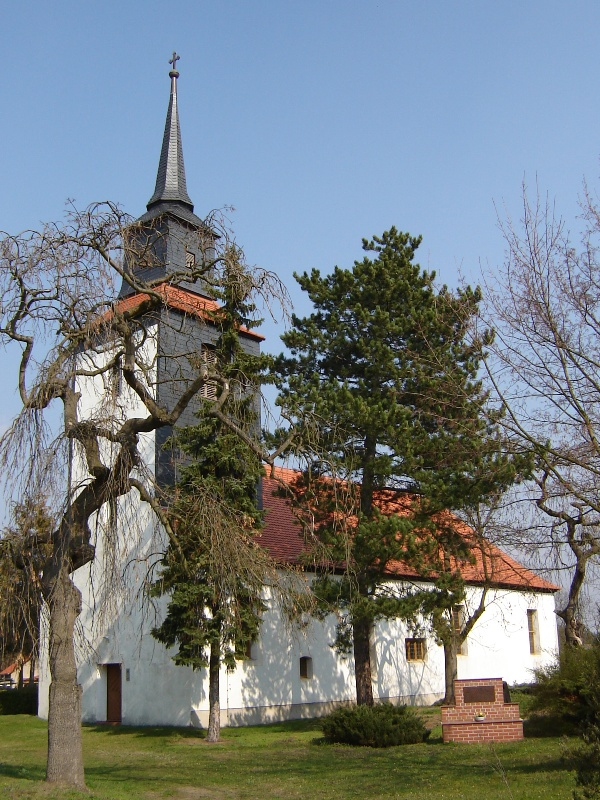
Церковь в Нилебоке
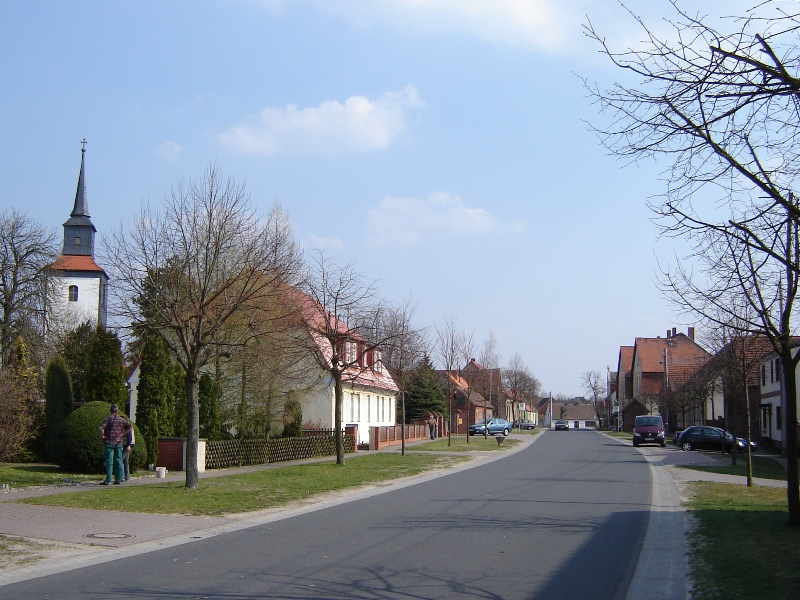
Линденштрассе